# Blaža Klemenčič
Blaža Klemenčič (nascida em 11 de março de 1980) é uma ciclista eslovena. Competiu em mountain bike nos Jogos Olímpicos de 2008, em Pequim e nos Jogos Olímpicos de 2012, em Londres.

## Caso de doping
Klemenčič foi provisoriamente suspensa pela UCI em setembro de 2015, quando testou positivo para EPO de uma amostra coletada em 27 de março de 2012.